# Portami a bailar
Portami a bailar è un singolo del cantante italiano Baz e dell'emittente radiofonica RDS, pubblicato il 17 giugno 2020.

## Descrizione
Il brano è stato pubblicato per raccontare l'estate 2020 ai tempi della pandemia di COVID-19 in Italia e per sostenere Save the Children.

## Video musicale
Il videoclip è stato pubblicato il 19 giugno 2020 sul canale YouTube del cantante.